# イラン宇宙機関
イラン宇宙機関（ペルシア語: سازمان فضایی ایران, 英語: Iranian Space Agency; ISA）はイランの宇宙機関。2004年に設立され、本部はテヘランに置かれている。2009年には人工衛星を打ち上げ、イランは世界で9番目の衛星打ち上げ能力を有する国となった。イランは国連宇宙空間平和利用委員会の設立時からのメンバーである。

## 歴史
ISAは2004年2月1日、通信情報技術省の役割と権限に関する法律第9条に基づいて設立された。この法案は2003年12月10日にイランの議会を通過した。この法律によりISAは、イランの大統領が議長を務める宇宙最高評議会の指示のもとで、イラン国内の宇宙科学、技術の平和的利用に関する全ての活動を総轄、支援する権限を得た。
ISAは通信情報技術省に属する自立的な組織であり、ISA長官は通信情報技術省副大臣、かつ宇宙最高評議会のメンバーでもある。

## 人工衛星
2005年10月28日に、ロシアのコスモス3Mロケットによってイラン初の人工衛星スィーナー1号がプレセツク宇宙基地から打ち上げられた。この衛星はイランで設計され、ロシアで製造された。これによってイランは独自の人工衛星を保有する43番目の国となった。
2度目の弾道飛行試験を経て、2008年8月17日にサフィールロケットの軌道投入が行われた。レーザ・タギザデ（Reza Taghizadeh）長官は国営テレビに対し、「われわれは人工衛星打ち上げ機サフィールを今日初めて打ち上げ、ダミー衛星を軌道に乗せることに成功した」と語った。しかし、この衛星が軌道投入されたことは米軍のレーダーでも確認できなかった。
そして2009年2月2日、イラン国営テレビはイラン初の国産衛星「オミード」がサフィール-2によって低軌道に無事打ち上げられたと報道し、イランは衛星を自国で打ち上げた9番目の国となった。この月はイラン革命から丁度30周年の月だった。
2010年5月7日、イラン政府は近い将来、5基から6基の人工衛星の打ち上げを計画していることを明らかにした。その後、2011年6月15日、2012年2月3日にそれぞれラサッド1とナヴィードが打ち上げられた。
2013年2月4日、イラン航空宇宙技術の日にあわせ、国内の専門家や研究者によって設計、製造された国産の人工衛星「ゾフレ」と「ナーヒード」が公開された。
2015年2月2日、サフィール・ロケットによってファジル衛星の打ち上げに成功した。これは2012年2月以来の打ち上げ成功で、この間、2012年の5月と9月にも衛星の打ち上げを試みて失敗したといわれているが、イランは公式には発表していない。

### 国際協力
イランは、中国とともにアジア太平洋宇宙協力機構（APSCO）設立時からの有力メンバーであり、小型多目的衛星（SMMS）計画を推進している。
環境1号はイラン、中国、タイの共同研究衛星で、2008年9月6日に中国の長征2号Cによって打ち上げられた。洪水や旱魃、台風、地すべり、地震といった自然災害の監視を目的としている。AとBの2機存在し、設計寿命は3年以上。

## 施設
イラン宇宙機関の主射場は北緯36度25分0秒 東経55度01分0秒 / 北緯36.41667度 東経55.01667度に位置するEmamshahrで、ここではシャハブ3の打上げが行われている。他にも北緯34度39分0秒 東経50度54分0秒 / 北緯34.65000度 東経50.90000度のゴムでも打ち上げが行われている。
2008年2月4日、イラン初の衛星発射センター（北緯35度14分02秒 東経53度55分16秒 / 北緯35.234度 東経53.921度）がセムナーン近郊で開設し、この日にサフィールの発射を行った。発射台や地下管制室などが設置されているという。2009年2月2日にはオミードがここから打ち上げられた。
2010年12月、衛星の軌道投入において最初の宇宙センターでは地理学的制約があるとして、2つめの衛星発射台を敷設する研究が行われていると公表された。
2011年、イランは自国の宇宙計画の進行に沿って宇宙構造・システム試験の試験用のラボを数多く立ち上げた。宇宙産業のインフラ補強や人材育成の10のラボがこの中に含まれているという。

## 有人宇宙飛行計画
イランが有人宇宙飛行に初めて言及したのは1990年6月21日のソビエトとイランのサミットのことで、ミハイル・ゴルバチョフとハーシェミー・ラフサンジャーニーはミールに向かうソ連・イラン共同有人飛行を実現するという原則合意にいたったが、これはソ連の崩壊によって実現することは無かった。
それからおよそ20年後の2005年11月21日Iranian News Agencyはイランが宇宙機と宇宙実験室を開発する予定の有人飛行計画を有していると主張した。
2010年8月にはアフマディーネジャード大統領が、2017年までに、イラン人初の宇宙飛行士が宇宙に飛び立つことを明らかにした。
2013年1月、サルを搭乗させた衛星ロケット「ピーシュガーム」の打ち上げ（弾道飛行）に成功した。アフマド・ヴァヒーディー国防軍需大臣はこの打ち上げ成功について「このロケットの打ち上げと帰還は、今後の有人宇宙飛行のための最初のステップだ」と述べた。
2015年2月、イランは開発中の1人乗り有人宇宙船の実物大模型を公開した。